# Vela nos Jogos Paralímpicos de Verão de 2012 - SKUD 18
As regatas da classe SKUD 18 da vela nos Jogos Paralímpicos de Verão de 2012 foram disputadas entre os dias 1 de setembro e 5 de setembro em Weymouth e na Ilha de Portland, a 200 quilômetros de Londres..
A regata final deveria ser disputada no dia 6 de setembro. No entanto, devido a ausência de ventos as regatas foram canceladas. Os resultados obtidos até o dia 5 de setembro contaram para o resultado final.

## Medalhistas
| Ouro   | AUS Dan Fitzgibbon / Liesl Tesch         |
| Prata  | USA Jean-Paul Creignou / Jennifer French |
| Bronze | GBR Alexandra Rickham / Niki Birrell     |

## Resultados
| Pos.   | País               | Atletas                                   | Regata | Regata | Regata | Regata | Regata   | Regata | Regata | Regata | Regata | Regata | Regata   |     | Pontos | Pontos |
| Pos.   | País               | Atletas                                   | 1      | 2      | 3      | 4      | 5        | 6      | 7      | 8      | 9      | 10     | 11 (CAN) | Tot | Net    |        |
| ------ | ------------------ | ----------------------------------------- | ------ | ------ | ------ | ------ | -------- | ------ | ------ | ------ | ------ | ------ | -------- | --- | ------ | ------ |
| Ouro   | AUS Austrália      | Dan Fitzgibbon Liesl Tesch                | 1      | 2      | 2      | (3)    | 2        | 1      | 2      | 1      | 1      | 2      | —        | 17  | 14     |        |
| Prata  | USA Estados Unidos | Jean-Paul Creignou Jennifer French        | 3      | (5)    | 1      | 1      | 3        | 2      | 1      | 4      | 2      | 3      | —        | 25  | 20     |        |
| Bronze | GBR Grã-Bretanha   | Alexandra Rickham Niki Birrell            | 2      | 1      | (4)    | 2      | 1        | 3      | 4      | 2      | 3      | 5      | —        | 27  | 22     |        |
| 4      | CAN Canadá         | John McRoberts Stacie Louttit             | 4      | 3      | 3      | 4      | (12) OCS | 4      | 3      | 3      | 6      | 4      | —        | 46  | 34     |        |
| 5      | ITA Itália         | Marco Gualandris Marta Zanetti            | 5      | 6 DPI  | 6      | 6      | 6        | (9)    | 6      | 5      | 5      | 1      | —        | 55  | 46     |        |
| 6      | ISR Israel         | Hagar Zehavi Shimon Ben Yakov             | 6      | 7      | 7      | 5      | (12) OCS | 6      | 5      | 8      | 4      | 6      | —        | 74  | 64     |        |
| 7      | SIN Singapura      | Desiree Lim Jovin Tan                     | 8      | 6      | 8      | (10)   | 5        | 7      | 7      | 6      | 8      | 9      | —        | 78  | 68     |        |
| 8      | ESP Espanha        | Carolina López Rodríguez Fernando Álvarez | 7      | (10)   | 9      | 8      | 7        | 8      | 8      | 7      | 7      | 7      | —        | 84  | 73     |        |
| 9      | MAS Malásia        | Al Mustakim Matrin Nurul Amilin Balawi    | 10     | 8      | (11)   | 9      | 4        | 5      | 9      | 9      | 11     | 8      | —        | 78  | 68     |        |
| 10     | NZL Nova Zelândia  | Jan Freda Apel Tim Dempsey                | 9      | 9      | 5      | 7      | 8        | (11)   | 10     | 10     | 9      | 10     | —        | 88  | 77     |        |
| 11     | BRA Brasil         | Bruno Landgraf Elaine Cunha               | 11     | 11     | 10     | 11     | (12) OCS | 10     | 11     | 11     | 10     | 11     | —        | 108 | 96     |        |

Legenda
| Recorde mundial      | Recorde mundial (World record)               |                       | Recorde africano                      | Recorde africano (African) |                                           | Q | Classificado por posição (Qualified) |
| Recorde paralímpico  | Recorde paralímpico (Paralympic record)      | Recorde da América    | Recorde da América (Americas)         | q                          | Classificado por melhor tempo (Qualified) |   |                                      |
| Melhor marca do ano  | Melhor marca do ano (World leading)          | Recorde asiático      | Recorde asiático (Asian)              | DNS                        | Não largou (Did not start)                |   |                                      |
| Recorde nacional     | Recorde nacional (National record)           | Recorde europeu       | Recorde europeu (European)            | DNF                        | Não terminou (Did not finish)             |   |                                      |
| Recorde pessoal      | Recorde pessoal do atleta (Personal best)    | Recorde da Oceania    | Recorde da Oceania (Oceania)          | DSQ / DQ                   | Desclassificado (Disqualified)            |   |                                      |
| Recorde da temporada | Recorde da temporada do atleta (Season best) | Recorde sul-americano | Recorde sul-americano (South America) | NM                         | Sem marca (No mark)                       |   |                                      |

### Vela
| M   | Regata da Medalha da qual só participam os dez primeiros colocados das regatas anteriores  |  |  | CAN | Regata cancelada |
| BFD | Desclassificado por bandeira preta (Black Flag Disqualified)                               |  |  |     |                  |
| UFD | Desclassificado por bandeira "U" (U Flag Disqualified)                                     |  |  |     |                  |
| OCS | Largada queimada (On the Course Side of the starting line)                                 |  |  |     |                  |
| DNE | Desclassificação sem eliminação (infração a um item do regulamento da prova – Did Not End) |  |  |     |                  |